# Nijni Taghil
Nijny Tagil (ru. Нижний Тагил) este un oraș din Regiunea Sverdlovsk, Federația Rusă și are o populație de 390.498 locuitori.

## Personalități
- Konstantin Novosiolov (n. 1974), laureat al Premiului Nobel pentru Fizică